# 省略
省略（しょうりゃく、ellipsis、ギリシャ語：έλλειψις, élleipsis）とは、文中のある要素が欠如しているが、文脈から、あるいは論理もしくは全文のパターンから、それが何かを推断かつ復旧することが可能な修辞技法のこと。省略法を用いて作られた構文を省略構文（elliptical construction）という。
- Fire when ready.（用意ができたら火をつけて）

この文では「あなたが（you are）」が省略されている。つまり、省略しない文は「Fire when you are ready.（あなたが用意ができたら火をつけて）」になる。
省略構文は、会話の中で、内容を短縮するために使われることが多い。また、感情をより生き生きと力強く示す目的で簡潔にするためにも使われる。
- My wife and I are expecting.（妻と私は期待している） - 「子供を」が省略されている。

他にも口に出したくない言葉（冒涜的な言葉など）を避ける時にも用いられる。